# Kim Young-hyun
Kim Young-hyun (23 novembre 1966) è una sceneggiatrice sudcoreana.

## Filmografia
- Advocate (애드버킷?, AedeubeokitLR) – serial TV (1998), con Han Tae-hoon
- Shinhwa (신화?) – serial TV (2001)
- Dae Jang-geum (대장금?) – serial TV (2003-2004)
- Bomnar-ui miso (봄날의 미소?) – miniserie TV (2005)
- Seodong-yo (서동요?) – serial TV (2005-2006)
- H.I.T (히트?) – serial TV (2007), con Park Sang-yeon
- Seondeok yeo-wang (선덕여왕?) – serial TV (2009), con Park Sang-yeon
- Royal Family (로열 패밀리?, Ro-yeol paemilliLR) – serial TV (2011), con Kwon Eum-mi
- Ppurigip-eun namu (뿌리깊은 나무?) – serial TV (2011), con Park Sang-yeon
- Geunyeo-ui yeon-gi (그녀의 연기?), regia di Kim Tae-yong – film TV (2013), con Kim Tae-yong
- Yungnyong-i nareusya (육룡이 나르샤?) – serial TV (2015-2016), con Park Sang-yeon

## Riconoscimenti
| Anno | Premio                           | Categoria                         | Opera nominata       | Risultato       |
| ---- | -------------------------------- | --------------------------------- | -------------------- | --------------- |
| 1998 | MBC Comedy Awards                | Miglior sceneggiatura             |                      | Vincitore/trice |
| 2003 | MBC Drama Awards                 | Miglior sceneggiatura             | Dae Jang-geum        | Vincitore/trice |
| 2009 | MBC Drama Awards                 | Sceneggiatore dell'anno           | Seondeok yeo-wang    | Vincitore/trice |
| 2010 | Korean PD Awards                 | TV Artist Award                   | Seondeok yeo-wang    | Vincitore/trice |
| 2010 | Seoul International Drama Awards | Sceneggiatore coreano eccezionale | Seondeok yeo-wang    | Vincitore/trice |
| 2012 | Baeksang Arts Awards             | Miglior sceneggiatore (TV)        | Ppurigip-eun namu    | Vincitore/trice |
| 2016 | Baeksang Arts Awards             | Miglior sceneggiatore (TV)        | Yungnyong-i nareusya | Candidato/a     |